# برزیل در المپیک تابستانی ۲۰۰۴
برزیل در بازی‌های المپیک تابستانی ۲۰۰۴ که در شهر آتن یونان برگزار شد، کاروان برزیل با ۲۴۷ ورزشکار در این رقابت‌ها شرکت کرد و موفق به کسب ۱۰ مدال (۵ طلا، ۲ نقره، ۳ برنز) شد. در جدول رتبه‌بندی توزیع مدال‌ها، برزیل در ردهٔ ۱۶ مسابقات قرار گرفت.